# Catarina Macario
Catarina Cantanhede Melônio Macário (São Luís, 4 ottobre 1999) è una calciatrice brasiliana naturalizzata statunitense, centrocampista del Chelsea e della nazionale statunitense.

## Carriera

### I primi anni
Macario, nata in Brasile, a São Luís, capitale dello stato federato del Maranhão, ha iniziato a giocare a calcio all'età di 4 anni, seguendo le orme del fratello maggiore, Steve. Unitasi inizialmente al Flamengo, una franchigia di una squadra di calcio della città natia, vi rimase per meno di 6 mesi, passando poi alla scuola calcio del Cruzeiro. All'età di 7 anni, si è trasferita con la famiglia a Brasilia, la capitale del Brasile, continuando l'attività nella scuola calcio del Santos, dove è rimasta fino al trasferimento negli Stati Uniti d'America nel dicembre 2011. In Brasile, Macario aveva sempre giocato in squadre maschili, solo dopo l'arrivo negli Stati Uniti ha iniziato a giocare in una squadra femminile. Nel 2011, all'età di 12 anni e senza parlare inglese, Macario si è trasferita con suo padre e suo fratello a San Diego, California, per inseguire il suo sogno di giocare a calcio. Sua madre, un medico, è rimasta in Brasile per sostenere finanziariamente la famiglia. Mentre giocava nella squadra giovanile del San Diego Surf, ha battuto il record di maggior realizzatore di tutti i tempi di gol nella Elite Club National League (ECNL), 165 reti.

### Calcio universitario
Dopo la sua iscrizione alla Università di Stanford, il 1º febbraio 2017 Macario si unisce alla squadra di calcio universitario femminile dell'ateneo, le Stanford Cardinal. Nel suo anno da matricola nel 2017, ha giocato 25 partite, segnando 17 gol e confezionando 16 assist. Come risultato delle sue prestazioni quest'anno ha vinto diversi premi, tra cui essere nominata "ESPNW Player of the Year", "TopDrawerSoccer.com Freshman of the Year", "Pac-12 Forward of the Year" e "Pac-12 Freshman of the Year".
Nel suo anno da sophomore, nel 2018, Macario ha segnato 14 gol con 8 assist in 19 partite giocate. L'11 dicembre 2018, ha ricevuto il TopDrawerSoccer.com National Player of the Year Award. Il 4 gennaio 2019, Macario ha vinto il MAC Hermann Trophy, assegnato ai migliori giocatori femminili e maschili della nazione. Inoltre, è stata nominata "espnW Player of the Year" e "Pac-12 Forward of the Year" per il secondo anno di fila.
Nel suo anno da junior Macario fu la vincitrice dell'Honda Sports Award, dato alla migliore giocatrice di calcio collegiale femminile della nazione. Fu anche premiata per la seconda volta con il MAC Hermann Trophy, diventando la sesta donna a ripetere l'impresa da quando il premio fu istituito nel 1988.
Nelle sue due stagioni da matricola e da junior Stanford ha vinto la NCAA Women's College Cup.

### Club
L'8 gennaio 2021, Macario ha annunciato che avrebbe rinunciato alla sua ultima stagione a Stanford per iniziare la sua carriera professionistica, e quattro giorni più tardi il Olympique Lione annuncia il suo arrivo in Europa e la firma di un contratto di due anni e mezzo con la plurititolata squadra francese dalla seconda parte della stagione 2020-2021. A disposizione del tecnico Jean-Luc Vasseur debutta con la nuova maglia in Division 1 Féminine, massimo livello del campionato francese, il 6 febbraio 2021, alla 14ª giornata di campionato, rilevando al 37' Amandine Henry nella vittoria casalinga per 2-1 con il Montpellier, e sigla la sua prima rete il 27 marzo, quella che porta sul 2-0 il parziale nella vittoria esterna con il Digione. Nel frattempo, il 4 marzo, avviene anche il suo debutto in UEFA Women's Champions League, nell'incontro di andata degli ottavi di finale della stagione 2020-2021 vinto per 2-0 con le danesi del Brøndby. Il cambio sulla panchina, con Sonia Bompastor che rileva l'esonerato Vasseur, non muta la fiducia nell'attaccante che prima della fine della stagione sigla 5 reti su 7 incontri di campionato e 2, il primo e l'unico segnato al Paris Saint-Germain nel ritorno dei quarti di finale, su 3 incontri di Champions League, con la squadra che non riesce a ottenere alcun trofeo dopo 14 di vittorie ininterrotte.

### Nazionale
Data l'origine brasiliana dei genitori ma essendo da anni in territorio statunitense, per la FIFA Macario è potenzialmente idonea a rappresentare entrambi i paesi a livello internazionale. La Federcalcio statunitense inizia a convocarla dal 2012, chiamata a rappresentare gli Stati Uniti a diversi livelli giovanili, inizialmente nelle formazioni Under-14 e Under-15. Negli anni successivi, rifiutando diversi approcci dalla Federcalcio brasiliana, ha dichiarato che ha intenzione di rappresentare gli Stati Uniti a livello senior.
Dopo aver marcato alcune presenze con la formazione Under-23 dal 2018,  pur dovendo attendere l'autorizzazione FIFA per disputare il suo primo incontro ufficiale, l'8 ottobre 2020 arriva anche la prima chiamata con la nazionale maggiore da parte del commissario tecnico Vlatko Andonovski.
Più tardi lo stesso giorno, annunciò su Twitter di aver acquisito la cittadinanza statunitense. Il 13 gennaio 2021, la U.S. Soccer annunciò che Macario aveva ricevuto l'autorizzazione dalla FIFA a rappresentare gli Stati Uniti a livello internazionale.
Andonovski decide di convocarla per la doppia amichevole con la Colombia del 18 e 23 gennaio 2021, dove Macario fa il suo debutto nella prima, vinta per 4-0, entrando nell'intervallo in sostituzione di Megan Rapinoe diventando così la prima cittadina naturalizzata di sempre a giocare per la squadra femminile senior degli Stati Uniti. Nel successivo incontro scende in campo per la prima volta da titolare, segnando anche la sua prima rete internazionale, quella che al 3' apre le marcature nella vittoria per 6-0 sulle avversarie.
Il mese successivo il ct statunitense decide di chiamarla in occasione dell'edizione 2021 della SheBelieves Cup, torneo a invito alla sesta edizione, dove marca una presenza scendendo titolare nell'incontro del 19 febbraio vinto per 1-0 sul Canada e festeggia con le compagne il suo primo trofeo nonché quarto titolo per la nazionale statunitense.
Il 23 giugno 2021 Andonovski la inserisce nella rosa delle giocatrici che affrontano il torneo di calcio femminile delle Olimpiadi di Tokyo 2020. Qui condivide con la squadra un'Olimpiade sotto tono rispetto alle aspettative e alle prestazioni passate della nazionale statunitense.

## Statistiche

### Presenze e reti nei club
Statistiche aggiornate al 3 novembre 2024.
| Stagione               | Squadra                | Campionato             | Campionato | Campionato | Coppe nazionali | Coppe nazionali | Coppe nazionali | Coppe continentali | Coppe continentali | Coppe continentali | Altre coppe | Altre coppe | Altre coppe | Totale | Totale |
| Stagione               | Squadra                | Comp                   | Pres       | Reti       | Comp            | Pres            | Reti            | Comp               | Pres               | Reti               | Comp        | Pres        | Reti        | Pres   | Reti   |
| ---------------------- | ---------------------- | ---------------------- | ---------- | ---------- | --------------- | --------------- | --------------- | ------------------ | ------------------ | ------------------ | ----------- | ----------- | ----------- | ------ | ------ |
| gen-giu. 2021          | Olympique Lione        | D1                     | 7          | 5          | CF              | 0               | 0               | UWCL               | 4                  | 2                  | SF          | -           | -           | 11     | 7      |
| 2021-2022              | Olympique Lione        | D1                     | 20         | 14         | CF              | 2               | 0               | UWCL               | 13                 | 9                  | SF          | -           | -           | 35     | 23     |
| 2022-2023              | Olympique Lione        | D1                     | -          | -          | CF              | -               | -               | UWCL               | -                  | -                  | SF          | -           | -           | -      | -      |
| Totale Olympique Lione | Totale Olympique Lione | Totale Olympique Lione | 27         | 19         | -               | 2               | 0               | -                  | 17                 | 11                 | -           | -           | -           | 46     | 30     |
| 2023-2024              | Chelsea                | SL                     | 8          | 1          | CI              | 2               | 1               | WCL                | 4                  | 0                  | CL          | 1           | 0           | 15     | 2      |
| 2024-2025              | Chelsea                | SL                     | 2          | 1          | CI              | -               | -               | WCL                | 0                  | 0                  | CL          | -           | -           | 2      | 1      |
| Totale Chelsea         | Totale Chelsea         | Totale Chelsea         | 10         | 2          | -               | 2               | 1               | -                  | 4                  | 0                  | -           | 1           | 0           | 17     | 3      |
| Totale carriera        | Totale carriera        | Totale carriera        | 37         | 21         | -               | 4               | 1               | -                  | 21                 | 11                 | -           | 1           | 0           | 63     | 33     |

### Cronologia presenze e reti in nazionale
| Cronologia completa delle presenze e delle reti in nazionale ― Stati Uniti | Cronologia completa delle presenze e delle reti in nazionale ― Stati Uniti | Cronologia completa delle presenze e delle reti in nazionale ― Stati Uniti | Cronologia completa delle presenze e delle reti in nazionale ― Stati Uniti | Cronologia completa delle presenze e delle reti in nazionale ― Stati Uniti | Cronologia completa delle presenze e delle reti in nazionale ― Stati Uniti | Cronologia completa delle presenze e delle reti in nazionale ― Stati Uniti | Cronologia completa delle presenze e delle reti in nazionale ― Stati Uniti |
| Data                                                                       | Città                                                                      | In casa                                                                    | Risultato                                                                  | Ospiti                                                                     | Competizione                                                               | Reti                                                                       | Note                                                                       |
| -------------------------------------------------------------------------- | -------------------------------------------------------------------------- | -------------------------------------------------------------------------- | -------------------------------------------------------------------------- | -------------------------------------------------------------------------- | -------------------------------------------------------------------------- | -------------------------------------------------------------------------- | -------------------------------------------------------------------------- |
| 18-1-2021                                                                  | Miami                                                                      | Stati Uniti                                                                | 4 – 0                                                                      | Colombia                                                                   | Amichevole                                                                 | -                                                                          | 46’                                                                        |
| 23-1-2021                                                                  | Orlando                                                                    | Stati Uniti                                                                | 6 – 0                                                                      | Cile                                                                       | Amichevole                                                                 | 1                                                                          | 63’                                                                        |
| 19-2-2021                                                                  | Orlando                                                                    | Stati Uniti                                                                | 0 – 0                                                                      | Rep. Ceca                                                                  | SheBelieves Cup 2021                                                       | -                                                                          | 64’                                                                        |
| 14-6-2021                                                                  | Houston                                                                    | Stati Uniti                                                                | 4 – 0                                                                      | Giamaica                                                                   | Amichevole                                                                 | -                                                                          | 46’                                                                        |
| 17-6-2021                                                                  | Austin                                                                     | Stati Uniti                                                                | 2 – 0                                                                      | Nigeria                                                                    | Amichevole                                                                 | -                                                                          | 61’                                                                        |
| 2-7-2021                                                                   | Baltimora                                                                  | Stati Uniti                                                                | 4 – 0                                                                      | Argentina                                                                  | Amichevole                                                                 | -                                                                          | 75’                                                                        |
| 5-7-2021                                                                   | East Hartford                                                              | Stati Uniti                                                                | 4 – 0                                                                      | Messico                                                                    | Amichevole                                                                 | -                                                                          | 67’                                                                        |
| 24-7-2021                                                                  | Saitama                                                                    | Nuova Zelanda                                                              | 1 – 6                                                                      | Stati Uniti                                                                | Olimpiadi 2020 - Fase a gironi                                             | -                                                                          | 84’                                                                        |
| 17-9-2021                                                                  | Cincinnati                                                                 | Stati Uniti                                                                | 9 – 0                                                                      | Ecuador                                                                    | Amichevole                                                                 | -                                                                          | 60’                                                                        |
| 22-9-2021                                                                  | New York                                                                   | Stati Uniti                                                                | 8 – 0                                                                      | Paraguay                                                                   | Amichevole                                                                 | 2                                                                          |                                                                            |
| 23-10-2021                                                                 | Kansas City                                                                | Stati Uniti                                                                | 0 – 0                                                                      | Corea del Sud                                                              | Amichevole                                                                 | -                                                                          | 46’                                                                        |
| 27-10-2021                                                                 | Saint Paul                                                                 | Stati Uniti                                                                | 6 – 0                                                                      | Corea del Sud                                                              | Amichevole                                                                 | -                                                                          | 54’                                                                        |
| 18-2-2022                                                                  | Pasadena                                                                   | Stati Uniti                                                                | 0 – 0                                                                      | Rep. Ceca                                                                  | SheBelieves Cup 2022                                                       | -                                                                          |                                                                            |
| 20-2-2022                                                                  | Fort Worth                                                                 | Stati Uniti                                                                | 5 – 0                                                                      | Nuova Zelanda                                                              | SheBelieves Cup 2022                                                       | -                                                                          | 46’                                                                        |
| 24-2-2022                                                                  | Dallas                                                                     | Stati Uniti                                                                | 5 – 1                                                                      | Islanda                                                                    | SheBelieves Cup 2022                                                       | 2                                                                          | 80’                                                                        |
| 9-4-2022                                                                   | Columbus                                                                   | Stati Uniti                                                                | 9 – 1                                                                      | Uzbekistan                                                                 | Amichevole                                                                 | 1                                                                          | 53’ 62’                                                                    |
| 13-4-2022                                                                  | Harrison                                                                   | Stati Uniti                                                                | 9 – 0                                                                      | Uzbekistan                                                                 | Amichevole                                                                 | 2                                                                          | 68’                                                                        |
| 6-4-2024                                                                   | Atlanta                                                                    | Stati Uniti                                                                | 2 – 1                                                                      | Giappone                                                                   | SheBelieves Cup 2024                                                       | -                                                                          | 78’                                                                        |
| 1-6-2024                                                                   | Commerce City                                                              | Stati Uniti                                                                | 4 – 0                                                                      | Corea del Sud                                                              | Amichevole                                                                 | -                                                                          | 61’                                                                        |
| Totale                                                                     |                                                                            | Presenze                                                                   | 19                                                                         |                                                                            | Reti                                                                       | 8                                                                          |                                                                            |

## Palmarès

### Club

#### Competizioni internazionali
- UEFA Women's Champions League: 1

Olympique Lione: 2021-2022

### Nazionale
- SheBelieves Cup: 2

2021, 2022
- Bronzo olimpico: 1

Tokyo 2020